# Älgträsket (Lycksele socken, Lappland, 716819-163080)
Älgträsket är en sjö i Lycksele kommun i Lappland och ingår i Umeälvens huvudavrinningsområde. Sjön har en area på 0,702 kvadratkilometer och ligger 253,1 meter över havet. Sjön avvattnas av vattendraget Älgträskbäcken.

## Delavrinningsområde
Älgträsket ingår i det delavrinningsområde (716850-163001) som SMHI kallar för Utloppet av Älgträsket. Medelhöjden är 261 meter över havet och ytan är 2,89 kvadratkilometer. Räknas de 3 avrinningsområdena uppströms in blir den ackumulerade arean 33,39 kvadratkilometer. Älgträskbäcken som avvattnar avrinningsområdet har biflödesordning 3, vilket innebär att vattnet flödar genom totalt 3 vattendrag innan det når havet efter 153 kilometer. Avrinningsområdet består mestadels av skog (65 procent). Avrinningsområdet har 0,69 kvadratkilometer vattenytor vilket ger det en sjöprocent på 24 procent.